# Induratia
Induratia is een geslacht van schimmels dat behoort tot de familie Induratiaceae. De typesoort is Induratia apiospora.

## Soorten
Volgens Index Fungorum telt het geslacht 26 soorten (peildatum januari 2022):
| Soortnaam                 | Auteur(s)                                                                                         | Publicatiejaar |
| ------------------------- | ------------------------------------------------------------------------------------------------- | -------------- |
| Induratia alba            | (Worapong, Strobel & W.M. Hess) Samarak., Thongbai, K.D. Hyde & M. Stadler                        | 2020           |
| Induratia apiospora       | Samuels, E. Müll. & Petrini                                                                       | 1987           |
| Induratia brasiliensis    | L.C. Pena, Servienski & V. Kava ex Samarak., Thongbai, K.D. Hyde & M. Stadler                     | 2020           |
| Induratia camphorae       | (Meshram, N. Kapoor, G. Chopra & S. Saxena) Samarak., Thongbai, K.D. Hyde & M. Stadler            | 2020           |
| Induratia cinnamomi       | (Suwannar., Bussaban, K.D. Hyde & Lumyong) Samarak., Thongbai, K.D. Hyde & M. Stadler             | 2020           |
| Induratia coffeana        | (A.A.M. Gomes, Pinho & O.L. Pereira) Samarak., Thongbai, K.D. Hyde & M. Stadler                   | 2020           |
| Induratia crispans        | (A.M. Mitch., Strobel, W.M. Hess, Pérez-Vargas & Ezra) Samarak., Thongbai, K.D. Hyde & M. Stadler | 2020           |
| Induratia darjeelingensis | Meshram, N. Kapoor & S. Saxena ex Samarak., Thongbai, K.D. Hyde & M. Stadler                      | 2020           |
| Induratia equiseti        | (Suwannar. & Lumyong) Samarak., Thongbai, K.D. Hyde & M. Stadler                                  | 2020           |
| Induratia fengyangensis   | Chu L. Zhang ex Samarak., Thongbai, K.D. Hyde & M. Stadler                                        | 2020           |
| Induratia ghoomensis      | (S. Saxena, M. Gupta & Meshram) Samarak., Thongbai, K.D. Hyde & M. Stadler                        | 2020           |
| Induratia heveae          | Siri-Udom & Lumyong ex Samarak., Thongbai, K.D. Hyde & M. Stadler                                 | 2020           |
| Induratia indica          | (S. Saxena, M. Gupta & Meshram) Samarak., Thongbai, K.D. Hyde & M. Stadler                        | 2020           |
| Induratia kashay          | Meshram, N. Kapoor & S. Saxena ex Samarak., Thongbai, K.D. Hyde & M. Stadler                      | 2020           |
| Induratia musae           | (Suwannar. & Lumyong) Samarak., Thongbai, K.D. Hyde & M. Stadler                                  | 2020           |
| Induratia oryzae          | (Suwannar. & Lumyong) Samarak., Thongbai, K.D. Hyde & M. Stadler                                  | 2020           |
| Induratia rosea           | (Worapong, Strobel & W.M. Hess) Samarak., Thongbai, K.D. Hyde & M. Stadler                        | 2020           |
| Induratia strobelii       | (Meshram, S. Saxena & N. Kapoor) Samarak., Thongbai, K.D. Hyde & M. Stadler                       | 2020           |
| Induratia suthepensis     | (Suwannar. & Lumyong) Samarak., Thongbai, K.D. Hyde & M. Stadler                                  | 2020           |
| Induratia suturae         | (Kudalkar, Strobel & Riy.-Ul-Hass.) Samarak., Thongbai, K.D. Hyde & M. Stadler                    | 2020           |
| Induratia thailandica     | Samarak., Thongbai, K.D. Hyde & M. Stadler                                                        | 2020           |
| Induratia tigerensis      | S. Saxena, Meshram & N. Kapoor ex Samarak., Thongbai, K.D. Hyde & M. Stadler                      | 2020           |
| Induratia vitigena        | (Daisy, Strobel, Ezra & W.M. Hess) Samarak., Thongbai, K.D. Hyde & M. Stadler                     | 2020           |
| Induratia yucatanensis    | (M.C. González, A.L. Anaya, Glenn & Hanlin) Samarak., Thongbai, K.D. Hyde & M. Stadler            | 2020           |
| Induratia yunnanensis     | C.L. Zhang ex Samarak., Thongbai, K.D. Hyde & M. Stadler                                          | 2020           |
| Induratia ziziphi         | Samarak., Thongbai, K.D. Hyde & M. Stadler                                                        | 2020           |